# Cascade Lake
Cascade Lake är en sjö i Antarktis. Den ligger i Östantarktis. Australien gör anspråk på området. Cascade Lake ligger 20 meter över havet.